# SNCB 28 (Baume-Marpent)
Az SNCB 28 sorozat egy belga Bo'Bo' tengelyelrendezésű villamosmozdony-sorozat volt. A Baume-Marpent gyártotta 1949-ben az SNCB részére. Összesen 3 db készült belőle. Az SNCB 2004-ben selejtezte a sorozatot. A megüresedett 28-as pályaszámcsoportot a Bombardier TRAXX mozdonyai kapták meg.